# Dydelfokształtne
Dydelfokształtne (Didelphimorphia) – rząd niewielkich ssaków z infragromady ssaków niższych (Metatheria), obejmujący około 60 gatunków występujących w Ameryce Południowej i Środkowej oraz jeden gatunek (dydelf wirginijski) szeroko rozprzestrzeniony w Ameryce Północnej. Najmniejsze osiągają rozmiary myszy, a największe są zbliżone wielkością do domowego kota. Didelphimorphia są uważane za ewolucyjnie najstarsze wśród współcześnie żyjących ssaków. Pojawiły się w późnej kredzie. 
Większość gatunków ma wydłużony pysk i długi, chwytny, pokryty łuskami ogon. W uzębieniu dydelfokształtnych występuje 50 zębów. Kły są silne i duże, siekacze małe, zęby trzonowe trójguzkowe. Pozbawiony pazura pierwszy palec stopy jest przeciwstawny pozostałym. U większości dydelfokształtnych występuje torba lęgowa. 
Zajmują różnorodne siedliska od suchych terenów trawiastych po lasy deszczowe, na wysokościach od poziomu morza do 3000 m n.p.m. Dydelf wirginijski spotykany jest w osiedlach ludzkich.  

## Systematyka
Do rzędu dydelfokształtnych zaliczana jest jedna rodzina:
- Didelphidae J.E. Gray, 1821 – dydelfowate

W literaturze spotykane jest równoważne określenie Didelphoidea.